# سردشت (مقاطعة دلفان)
سردشت (بالفارسية: سردشت) هي قرية تقع في قسم كاكاوند الغربي الريفي (مقاطعة دلفان) في إيران. يقدر عدد سكانها بـ 23 نسمة بحسب إحصاء 2016.